# Mansa veda
Mansa veda är en stekelart som först beskrevs av Cameron 1897.  Mansa veda ingår i släktet Mansa och familjen brokparasitsteklar. Inga underarter finns listade i Catalogue of Life.